# Chromalizus calceatus
Chromalizus calceatus là một loài bọ cánh cứng trong họ Cerambycidae.